# Takhi-i-Hulagu
Takhi-i-Hulagu (el Tron d'Hulagu) fou un feu que va crear Tamerlà integrat per l'Azerbaidjan, Arran, Rayy, Xirvan, Gilan Mazanderan, Mughan, Derbent i Anatòlia, que el 1996 va concedir al seu fill Miran Xah, amb capital a Tabriz. Miran Xah va governar aquest territori fins que les disputes amb la seva dona Khanzada, van provocar una denúncia d'aquesta a Tamerlà, que després d'una estirada d'orelles va obrir una investigació que va culminar amb la destitució de Miran Xah avançat el 1399. El feu fou donat llavors a l'hereu designat Muhammad Sultan ibn Jahangir. El príncep Mihran va haver de marxar a la cort del seu pare on va restar fins al 1403 quan va morir Muhammad Sultan, i el feu amb la preeminència sobre tots els prínceps i dinasties de l'oest fou concedit a un fill de Miran Xah, de nom Muhàmmad Úmar ibn Mihran Xah. Miran Xah fou autoritzar a anar a Bagdad amb el seu fill Abu Bakr ibn Mihran Xah, que n'havia estat nomenat governador supeditat al seu germà. El 1404 Miran Xah fou autoritzat a anar a Arran; a la tardor del 1404 l'ambaixador castellà Clavijo el va trobar governant a Sultaniyya. A la mort de Tamerlà el 18 de febrer de 1405, els governadors i prínceps no van respectar a Umar i d'altra banda van esclatar discòrdies entre aquest i Abu Bakr (al que donava suport el seu pare); Abu Bakr es va apoderar de Tabriz; Umar la va recuperar però el 1406 tornava a estar en mans del primer. Umar va morir en alguna lluita el 1407 i el 1408 Miran Xah va morir en una batalla contra els Kara Koyunlu. Abu Bakr el va seguir poc després i el feu es va extingir dominat pels kara koyunlu.

## Llista de prínceps (dinasties mihrànida i jahangírida)
- Miran Xah 1396-1399
- Muhàmmad Sultan ibn Jahangir 1399-1403 (dinastia jahangírida)
- Muhàmmad Úmar ibn Mihran Xah 1403-1407 (des de 1406 només nominal)
- Abu Bakr ibn Mihran Xah 1406-1408 (1406 a 1407 rebel)